# Zőbisch Ottó
Zöbisch/Zőbisch Ottó (Lipcse, 1869. április 12. – Budapest, 1935.) svéd származású magyar táncos, koreográfus, balettmester.

## Életpályája
Működését a berlini Udvari Operaháznál kezdte. Később Péterváron, majd ismét Németországban táncolt. Budapestre Stockholmból szerződött. 1915–1924 között koreográfus, 1927–1934 között mimus címmel többnyire a karban működött. A balettkar betanítójaként végzett eredményes munkát.
Testvére, Paul Zöbisch (Lipcse, 1870–?) szintén balett-táncos volt.

## Koreográfiái
- Coppélia (1915-1924)
- Sylvia (1916-1923)
- Ámor játékai (1916-1923)
- A babatündér (1916-1923)
- A törpe gránátos (1917-1922)
- Sámson és Delila (1917-1928)
- Orfeusz (1917-1920; 1923)
- A fából faragott királyfi (1917-1919)
- Otelló mesél (1917)
- Bécsi keringő (1917-1920)
- Prometheus (1918; 1920)
- Az infánsnő születésnapja (1918-1920)
- A denevér (1918-1924)
- Sába királynője (1919-1924)
- Mignon (1919-1924)
- Carmen (1919-1931)
- Lakmé (1919-1924)
- Hugenották (1919; 1922-1924; 1930-1931)
- A rózsa lelke (1919)
- Magyar táncegyveleg (1919-1920)
- Utolsó álom (1920)
- Pierretta fátyola (1920; 1922)
- A zsidónő (1922-1924)
- Pillangószerelem (1923-1924)
- Aphrodisia (Henschel, 1923)
- Hamlet (1924)
- Az eladott menyasszony (1924)
- Cár és ács (1924)

## Szerepei
- Dohnányi Ernő: Pierrette fátyola – Arlechino; Pierrette atyja
- Mozart: Ámor játékai – Kapitány
- Radnai Miklós: Az infánsnő születésnapja – Udvarmester
- Bayer: Bécsi keringő – Stájer fiú; Pernauer Lipót
- Delibes: Coppélia – Coppélius; Vendéglős; Polgármester
- Strauss: A denevér – Keringő (a Pázmán lovagból); Kék Duna keringő
- Delibes: Sylvia – Orion
- Bayer: A babatündér – Paraszt; Játékkereskedő
- Bizet: Carmen – Mandola
- Meyerbeer: A próféta – Redova; Korcsolyázók tánca
- Máder Rezső: Mályvácska királykisasszony – Csörgő herceg; Szerecsen herceg; Spanyol herceg
- Meyerbeer: Hugenották – Cigánytánc
- Hentschel Károly: Aphrodisia – Memnon
- Gajári István: Árgyirus királyfi – Főtáltos
- Lortzing: Cár és ács – Holland facipőtánc
- Csajkovszkij: A diótörő – Drosselmeier; Inas
- Couperin: Az ezüstkulcs – Courante; Sarabande; A hoppmester
- Stravinsky: Petruska – A varázsló
- Schubert: A múzsa csókja (Moments musical's) – A herceg
- Szikla Adolf: A törpe gránátos – Gáspár
- Strauss: József legendája – A sejk